# 郑渝高速铁路
郑渝高速铁路，又称郑渝铁路，是中国大陆一条连接河南省郑州市与重庆市的高速铁路，由郑万高速铁路、渝万城际铁路与渝万高速铁路共同组成。线路全长1065.7公里（以北线计算，按南线计算则为1109.4公里），设计时速为郑州东站至郑州航空港站250公里/小时，郑州航空港站至万州北站350公里/小时；途径以渝万城际铁路为经由的渝万段北线路径，万州北站至重庆北站设计时速250公里/小时；途径以渝万高速铁路为经由的渝万段南线路径，万州北站至重庆东站设计时速为350公里/小时。线路途径郑州市、开封市、许昌市、平顶山市、南阳市、襄阳市、神农架林区、宜昌市、恩施土家族苗族自治州、重庆市，估算投资1600亿元。郑渝高速铁路全线采取分段通车的方式，作为郑渝高铁渝万段北线的渝万城际铁路于2013年5月开始建设，2016年11月28日建成通车。郑万高速铁路于2015年11月25日在河南省平顶山市开工建设，总工期6年半，2019年12月1日开通郑州东站至襄阳东站区间，郑万高铁全线于2022年6月20日建成通车。渝万高速铁路计划于2022年开工建设，2026年建成通车。郑渝高速铁路郑州至襄阳段和襄阳至重庆段分别属于八纵八横中的呼南高速铁路通道和沿江高铁通道。

## 简介
郑渝高速铁路属于十二五规划中的重点铁路建设项目，线路全长1065.7公里（渝万段按照渝万城际铁路所处的北线计算，若按照渝万高速铁路所处的南线计算，则为1109.4公里），分三段建设，分别是重庆主城区至万州段的渝万城际铁路和渝万高速铁路与郑州至万州段的郑万高速铁路。其中渝万城际铁路于2010年12月22日开工，郑州至机场城际的并行线部分于2014年12月28日开工，重庆段、河南段部分于2015年四季度动工，湖北段则于2016年动工，郑州东站至襄阳东站区间于2019年12月1日通车，襄阳东站至万州北站区间2022年6月20日建成通车。渝万高速铁路南线于2022年开工建设，计划于2026年12月建成通车。

## 途经地区
河南省：郑州市、开封市、许昌市、平顶山市、南阳市
湖北省：襄阳市、神农架林区、宜昌市、恩施土家族苗族自治州
重庆市：巫山县、奉节县、云阳县、万州区、梁平区、忠县、垫江县、丰都县、长寿区、涪陵区、江北区、巴南区、渝北区、南岸区。

## 与其它线路的连接
在郑州枢纽与徐兰客运专线、京广高速铁路、郑阜高速铁路、济郑高速铁路等线路接轨，在重庆枢纽与沪汉蓉快速客运通道、沪渝蓉高速铁路、渝昆高速铁路、渝长客运专线、渝黔铁路等线路接轨。

## 历史
2015年10月31日，郑万高铁河南段开工建设。12月26日，郑万高铁重庆段开工建设。
万州北至重庆北段和郑州东至襄阳东段分别于2016年11月28日、2019年12月1日开通运营。
万州北至巫山段和襄阳东至巴东段分别于2022年1月28日、2022年2月28日进入联调联试。
2022年4月12日，巴东至万州段成功实现隧道内单列时速403公里，相对交会时速806公里的运行试验，创造了高铁动车组列车隧道交会速度的世界纪录。4月14日，郑渝高铁襄阳东至万州北段开始进行全线拉通试验；4月22日，万州北至巫山段进入运行试验阶段。